# موزه فرهنگ‌های اروپا

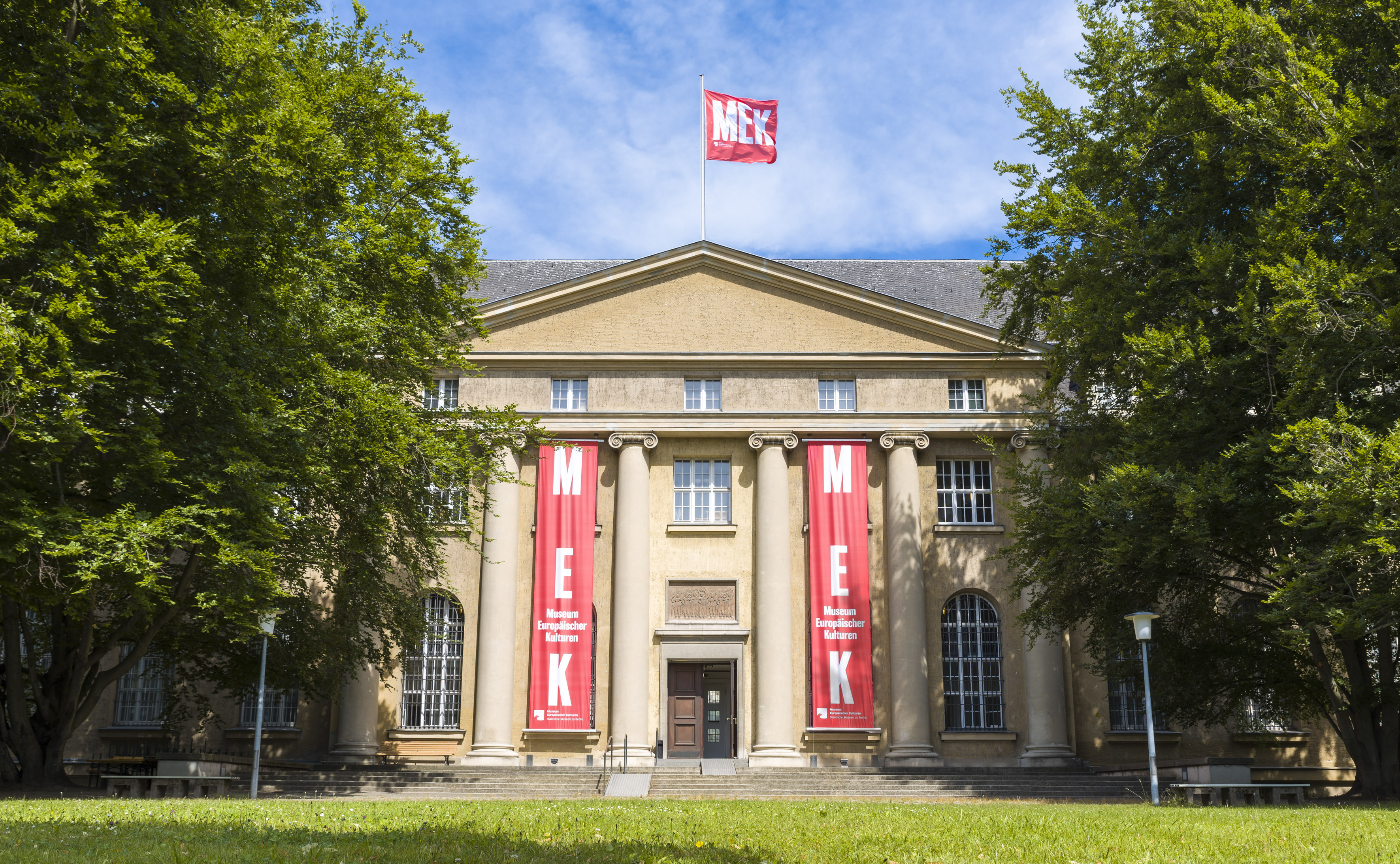
موزه فرهنگ‌های اروپا، برلین، آلمان.

موزه فرهنگ‌های اروپا (آلمانی: Museum Europäischer Kulturen) در سال ۱۹۹۹ توسط بنیاد میراث فرهنگی پروس از اتحادیه بخش اروپا در موزه مردم نگاری برلین و موزه فرهنگ عامیانه برلین حاصل شد.
این موزه به همراه موزه مردم‌شناسی برلین و موزه هنرهای آسیایی در موزه‌های دهلم واقع شده‌است. این ساختمان به نام معمار برونو پل (۱۸۷۴–۱۹۶۸) نامگذاری شد و در منطقه مدرن استگلیتز-زهلندورف واقع شده‌است. اتاق‌های نمایشگاه موزه قدیمی‌ترین ساختمان موزه‌های دهلم را به خود اختصاص داده‌اند.

## تاریخچه

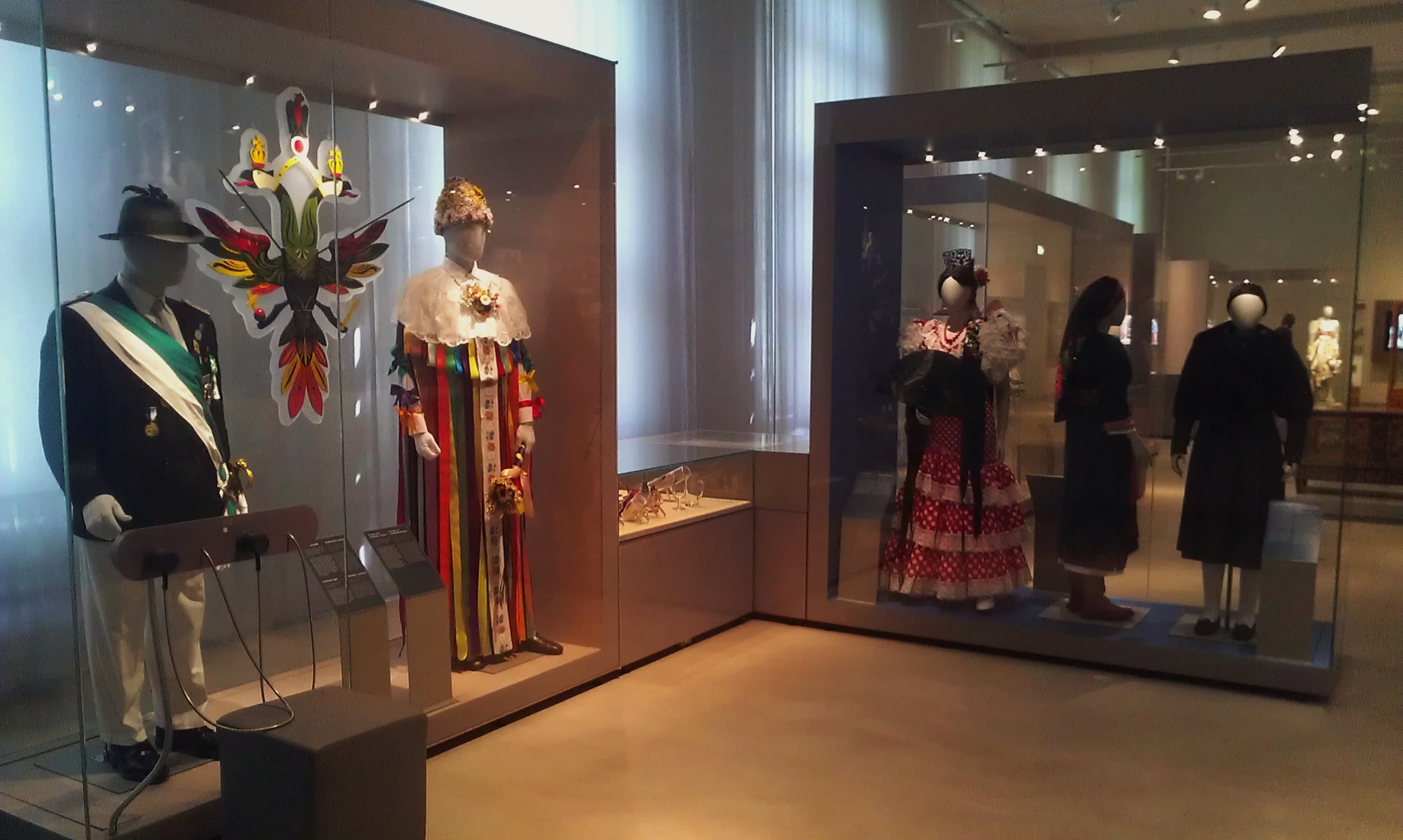
نمایشگاه لباس‌های اروپایی در موزه

سال ۱۸۷۳موزه «فور ولکر کاند» تأسیس شده‌است و در سال ۱۸۸۶ افتتاح شد، تمرکز مجموعهٔ آن بر روی آثار باستانی فرهنگی غیر اروپایی، با مجموعه ای از قوم نگاری محدود اروپاست.
سال ۱۸۸۹ موزه لباس‌های سنتی آلمان و محصولات داخلی به‌طور خصوصی توسط رودولف ویرچو به عنوان اولین موزه مرکزی در فرهنگ عمومی در آلمان در برلین تأسیس شده‌است.
سال ۱۹۰۴ مجموعه فولکلور آلمانی در موزه‌های رویال پروس تحت حمایت «بخش پیش از تاریخ» موزهٔ فور ولکر کاند ایجاد می‌شود.
سال ۱۹۳۵دپارتمان مستقل اوراسیا در موزه فور ولکر کاند تأسیس می‌شود.
در ۱۹۳۵ مجموعهٔ فولکلور آلمانی به موزهٔ «استات لیچز» تبدیل می‌شود.
در سال‌های ۴۵–۱۹۳۹ تقریباً ۸۰٪ از مجموعه‌های فولکلور آلمان نابود شده‌است. ۱۹۴۹ موزه تقسیم می‌شود و به قسمت شرقی برلین می‌رود درحالی که در غرب، مجموعه آثار فولکلور باقیمانده است. ۱۹۶۳مجموعه فولکلور غربی دوباره به یک موزه مستقل تبدیل می‌شود.
۱۹۹۲ دو موزه فولکلور در موزه فور ولکر کاند دوباره به هم پیوستند.
در سال ۱۹۹۹مجموعه اروپایی موزه «فور ولکرکاند» با موزه فولکور آلمان از شرق و غرب برلین ادغام شد تا موزه فرهنگ‌های اروپایی را تشکیل دهد.
تأسیس این موزه جدید باعث ایجاد تمرکز در کارهای مدرن، فرهنگی _ انسان‌شناسی و مقایسه ای در مجموعه‌ها و تحقیقات اروپایی شد.
از سال ۲۰۱۱ مجموعه دائمی این موزه «مخاطبین فرهنگی: زندگی در اروپا» را نشان می‌دهد.
این موزه ۱۵۰ سال واقعه را تجربه کرده‌است که گواهی بر تحولات گسترده تاریخی، علمی و سیاسی است.
به منظور جمع‌آوری، حفظ، تحقیق، ارائه و افزایش آگاهی از آثار باستانی، موزه فرهنگ‌های اروپایی آلمان به فرهنگ روزمره اروپا و واقعیت‌های زندگی انسان از قرن۱۸ تا امروز اختصاص یافته‌است. به این ترتیب از مرزهای ملی و زبانی فراتر رفته و برخوردها را بین گروه‌های مختلف مردم تسهیل کرده‌است. کار این موزه با اصطلاح «تماس فرهنگی» مشخص می‌شود.
این موزه به‌طور مداوم به دنبال ایجاد ارتباط بین مجموعه تاریخی و موضعات فعلی است. جنبه مهم این کار، همکاری تنگاتنگ با گروه‌های ذی‌ربط و همچنین تسهیل ارتباط با بازدیدکنندگان موزه است. این موزه همچنین به‌طور فعال در پروژه‌های فرهنگی بین‌المللی و شبکه‌های موزه فعالیت می‌کند.